# Mandevilla rubra
Mandevilla rubra är en oleanderväxtart som beskrevs av Markgr., M.F.Sales, Kin.-gouv., A.O.Simões. Mandevilla rubra ingår i släktet Mandevilla och familjen oleanderväxter. Inga underarter finns listade i Catalogue of Life.